# HD 96992
HD 96992 — двойная звезда в созвездии Большой Медведицы на расстоянии приблизительно 1305 световых лет (около 400 парсек) от Солнца. Видимая звёздная величина звезды — +8,56m.
Вокруг звезды обращается, как минимум, одна планета.

## Характеристики
Первый компонент — оранжевый гигант спектрального класса K0. Масса — около 2,791 солнечной, радиус — около 13,575 солнечного, светимость — около 69,261 солнечной. Эффективная температура — около 4728 К.
Второй компонент — коричневый карлик. Масса — около 14,53 юпитерианской. Удалён в среднем на 2,106 а.е..

## Планетная система
В 2021 году группой астрономов у звезды обнаружена планета HD 96992 b.